# IV. Szadet Giráj krími kán
IV. Szadet Giráj (krími tatár: IV Saadet Geray, ٤سعادت كراى), (1662 – 1732) krími tatár kán, I. Szelim Giráj kán fia.
Szadet 1692 és 1699 között a Krím félsziget bejáratát védő perekopi erődnek volt a parancsnoka. 1699-ben előbb núreddinnek, majd még ugyanabban az évben kalgának nevezték ki, mely méltóságot 1703-ig viselte. II. Devlet Giráj kán idejében is ő volt a kalga (1708—1713). 1717-ben a szultán őt nevezte ki kánnak, miután a krími tatárok ragaszkodtak ahhoz, hogy I. Szelim valamelyik fia kormányozza őket.
Uralkodása kezdetén a magyarországi határra vonult, ahol az osztrák-török háború folyt. Egy jelentős tatár lovas segédcsapat részt vett a péterváradi csatában, majd nagy hordák özönlötték el Erdélyt, de a helyi lakosság és a nemesek szétverték őket (utolsó tatárjárás). Érdemleges tatár részvétel nem zajlott a konfliktusban, s a békét is hamarosan megkötötték. A Krímre visszatérve több tisztségviselőt kicserélt, hozzá hűséges emberekkel véve körbe magát. Ezzel viszont magára haragította a leváltottak rokonságát, főleg a Sirin klánt, amely a legerősebb volt a tatár nemzetségek közül. A Sirin-beli bégek szervezkedni kezdtek az elmozdítására: gyávasággal, lustasággal, igazságtalansággal vádolták és levelet írtak a szultánnak is, hogy a kán leváltását kérjék. 1720-ban Szadet az Észak-Kaukázusi lázongó cserkeszek ellen vezetett hadjáratot, ahol fogságba került. 1724-ben tért vissza a Krímre. A palotájába hívta össze a Sirin klán vezetőit, ám a vita során azok rátámadtak és kikergették a palotából. Szadet nem akarta, hogy a konfliktus véres polgárháborúvá fajuljon, ezért inkább lemondott a trónról. Nyolc évvel később halt a ruméliai Jambolban, a helyi mecsetben temették el.

## Fordítás
Ez a szócikk részben vagy egészben  a(z)   Саадет IV Герай című orosz Wikipédia-szócikk ezen változatának fordításán alapul.  Az eredeti cikk szerkesztőit annak laptörténete sorolja fel. Ez a jelzés csupán a megfogalmazás eredetét és a szerzői jogokat jelzi, nem szolgál a cikkben szereplő információk forrásmegjelöléseként.
| Előző uralkodó: III. Devlet Giráj | Krími kán 1717 – 1724 | Következő uralkodó: II. Mengli Giráj |